# Soirées lyriques de Gigondas
Les Soirées lyriques de Gigondas sont un festival d'art lyrique qui se déroule à Gigondas dans le Vaucluse, en France, chaque année durant la première semaine d'août dans l'enceinte du Théâtre de Verdure.

## Histoire
Le festival a été créé en 1993 par Paul-Emile Fourny, directeur de production à l'opéra de Nice, Roland Gaudin, maire de Gigondas et Christian Meffre, conseiller municipal chargé de la culture, qui souhaitaient mettre en valeur le Théâtre de Verdure. Il a lieu chaque année durant la première semaine d'août.
Depuis la création des Soirées, Gigondas vit au rythme de l'opéra. Spécialisé dans l'opéra de poche de Mozart, après Don Giovanni, en 2010, La flûte enchantée, en 2012, a accueilli Cosi Fan Tutte, en 2013
Les grandes orientations des Soirées restent identiques depuis leur création :
- découvrir et encourager de jeunes talents de l'art lyrique[6] ;
- faire évoluer la programmation[6] ;
- proposer des récitals avec la participation d'artistes confirmés[6].